# 四川省楽山第一中学校
四川省楽山第一中学校（しせんしょうらくざんだいいちちゅうがっこう）は、中華人民共和国（中国）四川省の楽山市にある進学校である。1903年に設置され、1960年代に四川省の重点高等学校に選定された。2003年、日本の文部科学省にあたる中国教育部により国家級示範性普通高中（旧称：国家級重点高中）に選定された。面積約68,000m2のキャンパスと、89のクラス・5200名の学生・348人の教職員を擁している。

## 著名な出身者
- 郭沫若（政治家、文学者、詩人、歴史家）